# Развој рекорда европских првенстава у атлетици у дворани — бацање кугле за мушкарце
Рекорди европских првенстава у бацању кугле у дворани воде се од  1. Европског првенства у дворани одржаном у Бечу 1970 године.
Актуелни рекорде европских првенстава је Улф Тимерман из Источне Немачке са рекордом од 22,19 м постигнутим у Лијевену на Европском првенству 1987 године. Рекод ни после 42 године закључно са Европским првенством 2019. није оборен.
Напомена: Неке википедије у рекорде и освојене медаље европских првенстава рачинају и резултате постигнуте на Европским играма у дворани (1966—1969) које су биле претече европских првенстава у дворани. Пошто Европска атлетска асоцијација (ЕАА) у својим статитичким билтенима пред свако првенство (те резултате и медаље не уноси у укупан збир), они ни овде нису приказани.
Ово је преглед рекорда европских првенстава у дворани у бацању кугле за жене. Резултати су дати у метрима.

## Развој рекорда европских првенстава у атлетици у дворани — бацање кугле за мушкарце
| Резултат (м) | Име              | Дат. рођ.          | Земља                | Место              | Датум             | ЕП            | Детаљи  |
| ------------ | ---------------- | ------------------ | -------------------- | ------------------ | ----------------- | ------------- | ------- |
| 20,22        | Хартмут Бризеник | 27. март 1949.     | Источна Немачка      | Беч, Аустрија      | 15. март 1970.    | 1. ЕПд 1970.  | ЕРд НРд |
| 20,67        | Хартмут Бризеник | 27. март 1949.     | Источна Немачка      | Гренобл, Француска | 15. март 1972.    | 3. ЕПд 1972.  | ЕРд НРд |
| 20,95        | Џефри Кејпс      | 23. август 1949.   | Уједињено Краљевство | Гетеборг, Шведска  | 9. март 1974.     | 5. ЕПд 1974.  | ЕРд     |
| 21,74        | Ремигиус Махура  | 3. јул 1960.       | Чехословачка         | Атина, Грчка       | 3. март 1985.     | 16. ЕПд 1985. | [ 5 ]   |
| 22,19        | Улф Тимерман     | 1. новембар 1962.. | Источна Немачка      | Лијевен, Француска | 21. фебруар 1987. | 18. ЕПд 1987. | [ 6 ]   |